# 德国空军第61空运联队
第61空运联队（德語：Lufttransportgeschwader 61，缩写为）是德国空军的一个飞行联队，驻地设于兰茨贝格/莱希河空军基地。当驻菲尔斯滕费尔德布鲁克的原第1航空师撤编后，该联队自2013年7月1日起直接隶属于驻科隆-瓦恩的空军作战指挥部管辖，并接受欧洲空运指挥部的行动指挥。

## 历史

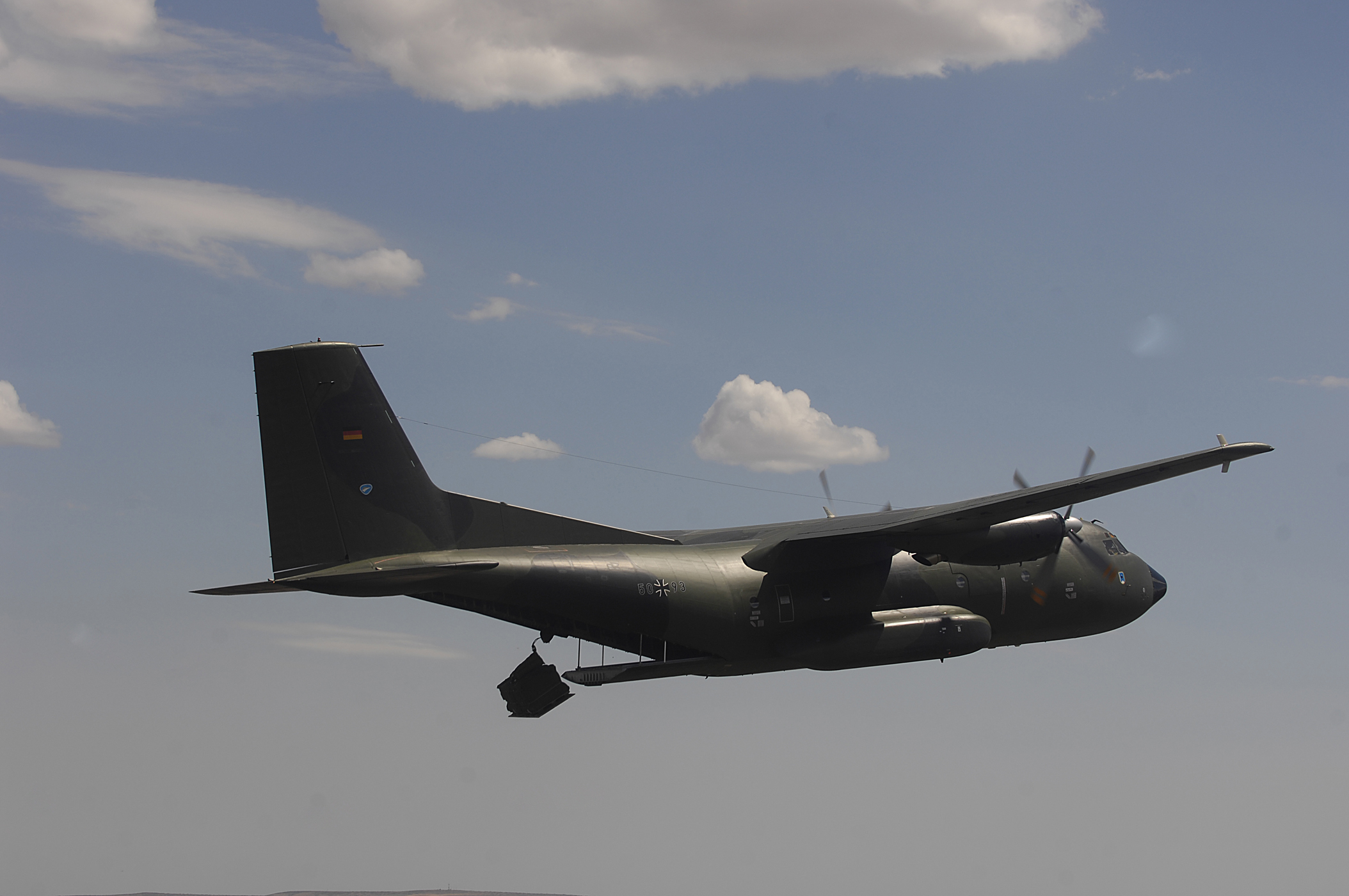
第61联队的一架C-160运输机在美国参加“空中机动竞演07”

第61空运联队是于1957年8月24日由当时的联邦国防部长弗朗茨·约瑟夫·施特劳斯下令，作为德国空军的首个行动联队在埃尔丁的美国空军基地组建。下属第1中队最初装备了C-47达科塔运输机，人员是由美国空军进行培训。第2中队则是在1957年12月14日建制，它接收了诺拉特拉斯N2501运输机，不久后，该机型也被装备至第1中队。
1958年，该联队由埃尔丁迁往新比贝格空军基地。1971年，联队将诺拉特拉斯运输机升级为至今仍在使用的C-160运输机，第2中队也被解散。同年，联队又从新比贝格转场至兰茨贝格/莱希河空军基地。而原本在当地驻扎的第64直升机空运联队则转往阿尔霍恩机场。
自1971年起，联邦国防军乌尔姆医院开始使用第61空运联队的一架编号为“SAR 75”的搜索及拯救直升机，并连同医院的救护乘务组成为继全德汽车俱乐部驻慕尼黑的“克里斯托夫1号”之后，德国的第2架民用空中救援直升机。它直至2003年才被全德汽车俱乐部的另一架直升机“克里斯托夫22号”所取代。1979年，隶属于原第64直升机空运联队的第1中队改为第61空运联队的第2、第3中队编制，并装备UH-1D直升机。其中后一个直升机中队随后入驻内尔费尼希空军基地。
1984年，第61联队在埃塞俄比亚饥荒期间执飞了救援航班，并在1992年至1996年的萨拉热窝围城战役担当空中桥梁的重要组成部分。
驻扎在兰茨贝格/莱希河空军基地的第61联队目前仅下设一个飞行中队，即装备C-160D运输机的第1中队。装备UH-1D直升机的第2中队于2012年12月31日撤编，原有机型则被用于组建了新的搜索与拯救作战大队，隶属陆军航空兵管辖。驻内尔费尼希空军基地的第3中队则是在2006年秋季撤编。
随着引进NH90直升机，第61联队的直升机应与另外两个空运联队的直升机共同在霍尔茨多夫空军基地组建新的第64直升机联队。然而，这些直升机最终在2012年被移交至陆军航空兵的第30运输直升机团，并导致第2中队解散。
在2013年春季，联队的C-160运输机为了支援法国针对马里北部冲突实施的“薮猫行动”而转往西非。作为答谢，一架C-160运输机在同年7月14日受邀参加了法国国庆日的阅兵仪式。

## 曼海姆空难

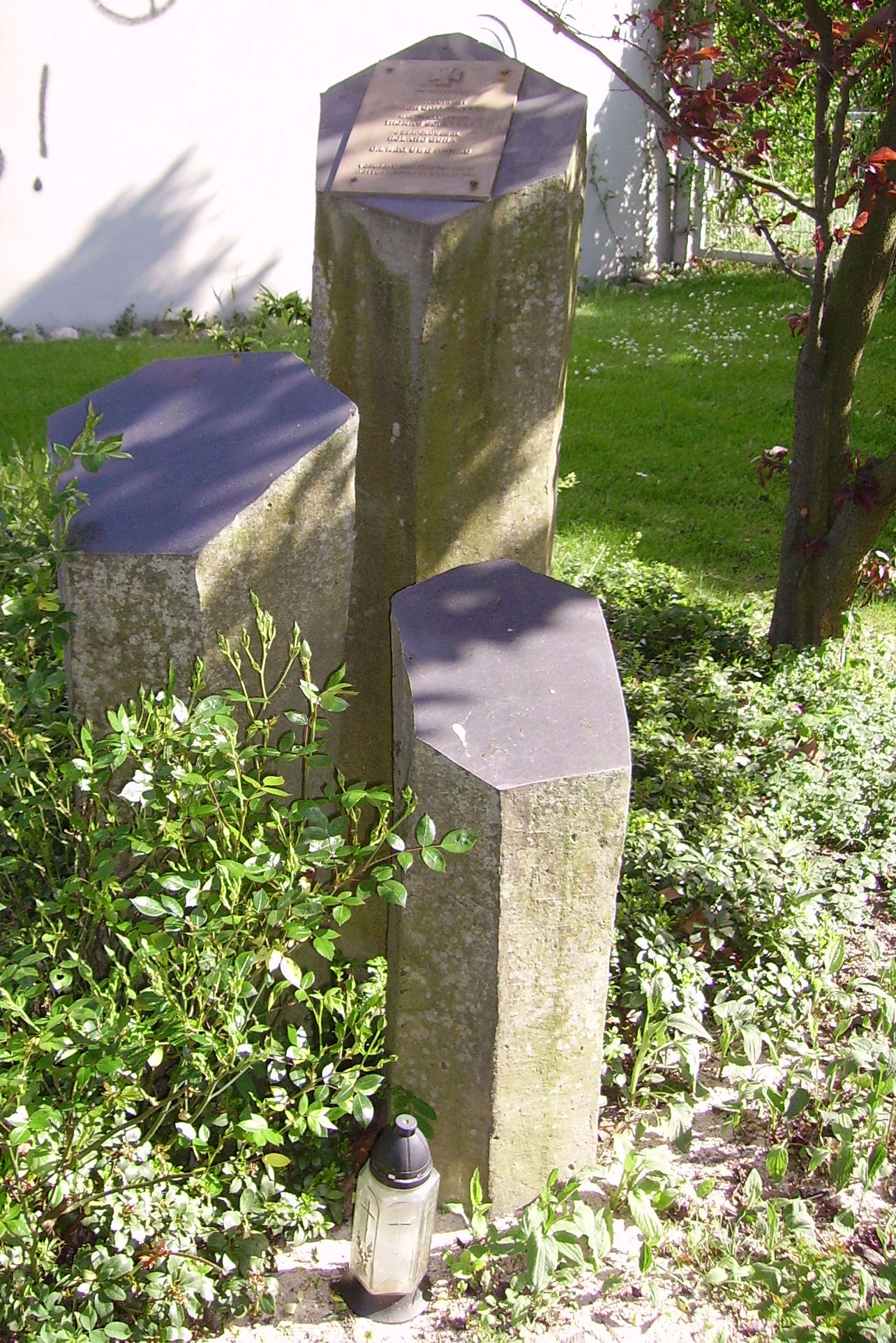
曼海姆通讯塔的纪念碑

在救护车将一位重症患者从巴特克罗伊茨纳赫的医院接出后，第61联队的一架UH-1D直升机负责将该名来自普福尔茨海姆的患者转移至海德堡大学附属医院。1994年12月5日，在从海德堡返回巴特克罗伊茨纳赫的75公里行程中，直升机在距海德堡大学附属医院停机坪15.4公里外的诺恩海姆费尔德失事。凌晨3时28分，UH-1D与曼海姆通讯塔的塔尖发生碰撞，并垂直从200高的空中坠地。3名德国空军的机组人员及医护人员当场死亡，UH-1D的残害则被烧毁。曼海姆通讯塔位于海德堡-巴特克罗伊茨纳赫航线西南约2.3公里处。当值飞行员曾驾驶UH-1D超过2,000小时，被认为是经验丰富的。据推测他曾一度偏离航线，但事故的确切原因一直未能判定。
曼海姆通讯塔的脚下如今竖立有悼念当晚遇难者的纪念碑。

## 50周年庆

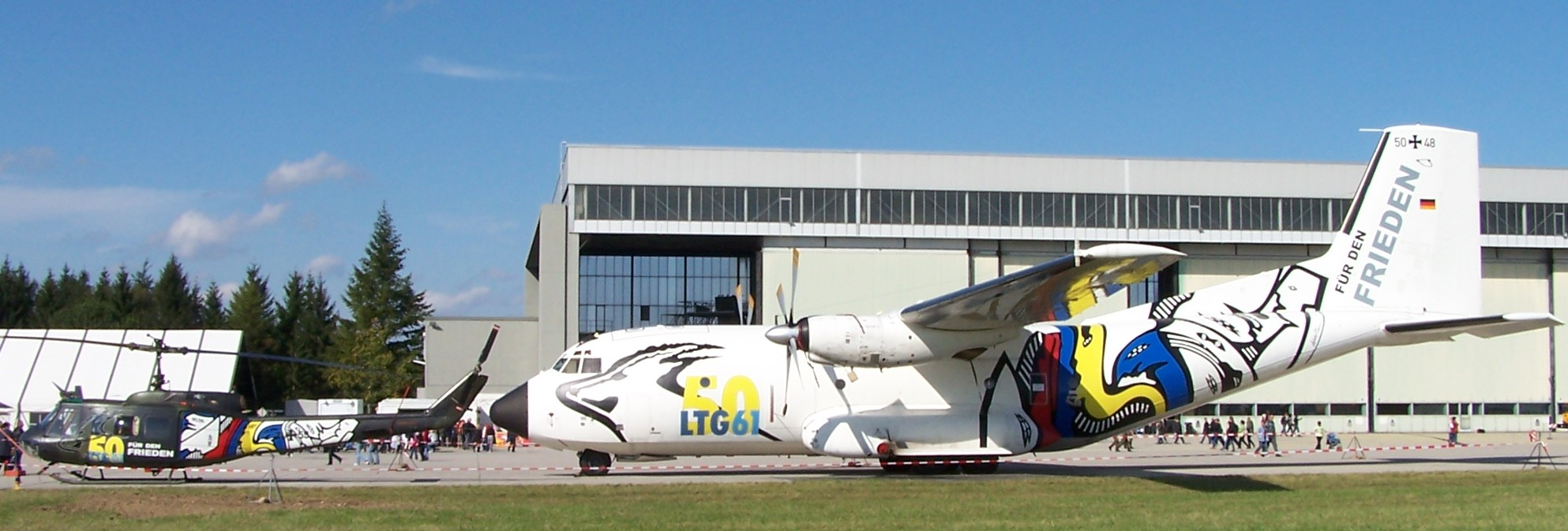
在50周年庆展出的2架特殊涂装飞机

第61联队在2007年9月29日举办了组建50周年的庆典，然而大部分活动都因天气原因而被取消。50年周年庆典之际也像10年前举办的40周年庆典一样，展出了2架被漆以特殊涂装、并带有新口号“为了和平”字样的飞机（UH-1D直升机和C-160运输机），象征着它们在世界各地执行的任务是为了和平的使命。
德国空军对这些特殊涂装作了如下描述：“这个特殊涂装设计的概念来自于瓦尔特·毛雷尔，一位来自巴伐利亚地区的领先设计师。两架飞机的机身后侧呈现出的风格化图形是一种跨文化的对话。图中强调了宽容、理解和尊重对于人类和平相处的重要性。它宣扬民族融合，并反对种族主义、愚昧和暴力”。

## 未来
德国空军计划将现有的86架C-160运输机以40架空中巴士A400M所取代，并在前者撤出后仅使用文斯托夫空军基地作为新机型的驻地。由于兰茨贝格/莱希河空军基地的东部和西部都无法进一步扩建，它们将没有其它可行的替代方案来部署A400M。然而，联队仍然要陪同逐步淘汰的C-160运输机，在2019年左右撤编。